# 戩穀堂
戩穀堂（せんこくどう）は、1811年（文化8年）に設けられた岩槻藩（現：埼玉県さいたま市岩槻区）の郷学である。

## 概要
戩穀堂は、1811年（文化8年）11月に篠崎遵鐸の子である学司により創始された郷学である。藩学と寺子屋の中間に位置する郷学という学問所で、武士のみでなく主に村民のための教育機関であった。後に岩槻藩の奨励と公認を受けており、教育内容としては道徳教育に重点が置かれていた。所在地としては藩医を務めていた久保宿町の篠崎遵鐸の邸内に置かれていた。なお、現埼玉県域においてはこの戩穀堂の他、1803年（享和3年）に創始された久喜郷の遷善館（せんぜんかん）が郷学として挙げられる。
郷学戩穀堂の碑は、1996年（平成8年）3月8日にさいたま市指定の記念物になっている。

## 略歴
- 1811年（文化8年） - 戩穀堂が学司により久保宿町に開かれる。
- 1812年（文化9年） - 童蒙教化活動の功績により学司が岩槻藩より名字帯刀を許可される。
- 1818年（文政元年） - 児玉南柯が7の日に講義を行う。
- 1819年（文政2年） - 11月、児玉南柯が74歳の高齢により講師を退職する。

## 主な教授
- 学司
- 児玉南柯